# Верес
Верес (итал. Verrès) је насеље у Италији у округу Долина Аосте, региону Долина Аосте.
Према процени из 2011. у насељу је живело 2488 становника. Насеље се налази на надморској висини од 382 м.

## Становништво
| 1931. | 1936. | 1951. | 1961. | 1971. | 1981. | 1991. | 2001. | 2011. |
| ----- | ----- | ----- | ----- | ----- | ----- | ----- | ----- | ----- |
| 2.273 | 2.531 | 2.499 | 2.519 | 2.639 | 2.654 | 2.683 | 2.624 | 2.711 |